# Věra Votrubcová
Věra Votrubcová (* 28. Februar 1911 in Plzeň; † 24. Juli 1981 in Dobřany) war eine tschechische Tischtennisspielerin. Sie gewann in den 1930er Jahren bei Weltmeisterschaften sechs Gold-, drei Silber- und vier Bronzemedaillen.

## Karriere
Votrubcová war in ihrer Jugend vielseitig sportlich aktiv. Mit der Faustballmannschaft von Sokol Plzeň wurde sie zehnmal tschechoslowakische Meisterin. Außerdem war sie eine gute Geräteturnerin und Sportgymnastin, spielte Národní házená (Böhmischer Handball) und betrieb Schwerathletik, Radsport, Skilauf und Eiskunstlauf. Beruflich war sie als Lehrerin für Französisch und Sport an einer Pilsener Schule tätig, wo sie im Alter von 22 Jahren erstmals mit dem Tischtennissport in Berührung kam, der sie faszinierte. Fortan trainierte sie mit der Mannschaft von Viktoria Plzeň im Casino „Peklo“. Zwei Jahre später wurde Votrubcová mit Viktoria Plzeň erstmals tschechoslowakische Meisterin in der bisher von den Prager Klubs dominierten Sportart.
Von 1936 bis 1947 nahm Věra Votrubcová an fünf Weltmeisterschaften teil. Dabei wurde sie sechsmal Weltmeisterin, nämlich zweimal im Doppel mit Vlasta Depetrisová, zweimal im Mixed mit Bohumil Váňa und zweimal mit der tschechischen Damenmannschaft:
- 1936 mit der Mannschaft
- 1937 im Doppel und im Mixed
- 1938 im Doppel und mit der Mannschaft
- 1939 im Mixed

Dazu kommen Silbermedaillen 1936 im Doppel mit Depetrisová und 1939 mit der Mannschaft. Im Einzel erreichte sie 1938 das Halbfinale sowie 1937 und 1939 das Viertelfinale.
Bei den Internationalen Deutschen Meisterschaften kam sie jeweils im Doppel 1937 in Berlin mit Trude Pritzi ins Endspiel. 1938 gewann sie in Krefeld mit Vlasta Depetrisová, ein Jahr später wurde sie in Brandenburg mit Marie Kettnerová Zweite. Außerdem war sie siebenmalige Tschechoslowakische Meisterin.
Ihren letzten internationalen Auftritt hatte sie bei der  WM 1947, wo sie mit der Mannschaft Bronze holte. Danach konnte sie nicht mehr an ihre alte Form anknüpfen und beendete ihre aktive sportliche Laufbahn.
In der ITTF-Weltrangliste belegte sie 1938 Platz zwei. 1993 wurde sie in die ITTF Hall of Fame aufgenommen.
Věra Votrubcová war mit ihrem Trainer und späteren Funktionär bei Viktoria Plzeň, Alois Jakeš, verheiratet und hatte zwei Kinder.
Im Jahre 2015 wurde sie anlässlich der 90-Jahr-Feier des Tschechischen Tischtennisverbandes posthum in die Ruhmeshalle des tschechischen Tischtennis aufgenommen.

## Turnierergebnisse
| Verband | Veranstaltung     | Jahr | Ort     | Land | Einzel        | Doppel        | Mixed     | Team |
| ------- | ----------------- | ---- | ------- | ---- | ------------- | ------------- | --------- | ---- |
| TCH     | Weltmeisterschaft | 1947 | Paris   | FRA  | letzte 16     | Viertelfinale | letzte 32 | 3    |
| TCH     | Weltmeisterschaft | 1939 | Kairo   | EGY  | Viertelfinale | Halbfinale    | Gold      | 2    |
| TCH     | Weltmeisterschaft | 1938 | Wembley | ENG  | Halbfinale    | Gold          | Silber    | 1    |
| TCH     | Weltmeisterschaft | 1937 | Baden   | AUT  | Viertelfinale | Gold          | Gold      | 3    |
| TCH     | Weltmeisterschaft | 1936 | Prag    | TCH  | letzte 16     | Silber        | letzte 32 | 1    |